# Gertrud Slottke
Gertrud Slottke (* 6. Oktober 1902 in Mühlenthal (polnisch Młynowo), Landkreis Sensburg; † 17. Dezember 1971 in Stuttgart) war eine deutsche Sekretärin und Kriegsverbrecherin. Während des Zweiten Weltkrieges war sie als Sachbearbeiterin im Judenreferat IV B 4 beim Befehlshaber der Sicherheitspolizei und des SD (BdS) in Den Haag maßgeblich in die Deportation von Juden aus den Niederlanden involviert. Nach Kriegsende wurde sie wegen Beihilfe zum gemeinschaftlichen Mord zu einer fünfjährigen Haftstrafe verurteilt.

## Leben
Gertrud Slottke, Tochter eines Mühlenwerkführers, wuchs mit ihren drei jüngeren Geschwistern an verschiedenen Orten in Westpreußen auf, da ihr Vater mehrmals seine Arbeitsstelle wechselte. Ab 1913 lebte die Familie in Danzig, wo Slottkes Vater eine Anstellung als Betriebsleiter bei einer Mehlfabrik erhielt. Nach dem Besuch der Volksschule und der Handelsschule arbeitete sie ab 1917 bei mehreren kaufmännischen Betrieben, Reedereien und Speditionen und wurde nach einer kurzen Phase der Arbeitslosigkeit 1932 bei der Staatsbank der Freien Stadt Danzig angestellt.
Bereits zum 1. Mai 1933 trat Slottke in die NSDAP ein, obwohl sie nach Kriegsende angab, aus einem sozialdemokratisch orientierten Elternhaus zu stammen. Sie begründete ihren Parteibeitritt später mit Existenzsicherung, aber auch Kontakten zu Danziger SA-Männern.

## Zweiter Weltkrieg – Tätigkeit im Judenreferat beim BdS in Den Haag
Nach Beginn des Zweiten Weltkrieges und der Eingliederung der Freien Stadt Danzig in den Reichsgau Danzig-Westpreußen war sie bei dem Reichsstatthalter Albert Forster in der Abteilung Arbeit und Wirtschaft tätig. Slottke lebte zu dieser Zeit noch in ihrem Elternhaus und blieb bis zu ihrem Lebensende ledig. Slottke leistete ehrenamtlich Dienst beim Danziger Luftschutz.
Im Frühjahr 1941 wechselte Slottke im Rahmen einer „Notdienstverpflichtung“ als Polizeiangestellte zur Sicherheitspolizei in die deutsch besetzten Niederlande. Ihre Nachkriegsaussagen lassen vermuten, dass sie sich beim Reichssicherheitshauptamt (RSHA) für einen Auslandseinsatz beworben hatte. Das RSHA suchte 1941 dringend weibliches Personal für RSHA-Dienststellen in den besetzten Ländern. Mit Beginn des Jahres 1942 wurde sie zum Judenreferat IV B 4 beim Befehlshaber der Sicherheitspolizei und des SD (BdS) Wilhelm Harster nach Den Haag versetzt. Dort war Slottke mit der Rückstellung bestimmter jüdischer Menschen (z. B. Juden mit Staatsangehörigkeiten alliierter bzw. neutraler Nationen, „jüdische Mischlinge“, „Rüstungsjuden“ etc.) in den Niederlanden befasst, die noch von der Deportation in ein Konzentrations- oder Vernichtungslager ausgenommen waren. Nachdem Slottke und ihr Vorgesetzter Wilhelm Zoepf in Zusammenarbeit mit dem Berliner Eichmannreferat im Frühjahr 1943 die Rückstellungen abzuarbeiten begannen, wurde ein Großteil der bisher verschonten Juden deportiert. Sie beschwerte sich bei Zoepf mehrfach über den Juristen Hans Calmeyer, der beim „Reichskommissariat für die besetzten niederländischen Gebiete“ die dortige Abteilung Innere Verwaltung leitete und versuchte, im Rahmen seines Ermessensspielraums möglichst viele Juden unklarer Abstammung zu retten. „Diese Callmeyerjuden“ stellten nach Slottke „einen derartig hervorstechenden galizischen Typ dar, dass der Verdacht bestätigt wurde, daß diese Juden die Abstammungserklärung nur laufen haben, um noch eine gewisse Zeit vom Arbeitseinsatz freigestellt zu sein“.
Im Sommer 1943 wurde ihr offiziell die Zuständigkeit für die Abteilung IV B 4e zugewiesen, in welcher die Rückstellungen behandelt wurden. Zeitweilig arbeiteten unter ihrer Leitung zwei holländische Sekretärinnen und zwei deutsche Kriegsversehrte der Waffen-SS. Slottkes Vorgesetzter Zoepf, dem sie als „rechte Hand“ zuarbeitete, ließ diese weitestgehend selbstständig in ihrem Ressort gewähren, so dass sie eigenmächtig über die Deportation von Juden oder eben deren Rückstellung entscheiden konnte. In ihrer Funktion suchte Slottke mehrmals das Durchgangslager Westerbork auf, zur Abwicklung der Transporte in die Vernichtungslager. Auch im Sternenlager des KZ Bergen-Belsen hielt sie sich öfter auf und konferierte dort mit Angehörigen des RSHA und des Auswärtigen Amtes über die dort inhaftierten niederländischen Austauschjuden. Sie erhielt 1943 das Kriegsverdienstkreuz II. Klasse.
Slottke gehörte dem Judenreferat beim BdS in Den Haag bis zum Kriegsende an. Nach der alliierten Landung in der Normandie im Juni 1944 wurde ihre Dienststelle an die Reichsgrenze auf deutsches Gebiet verlegt und zuletzt in das KZ Ravensbrück. Slottke hielt sich noch bis Kriegsende mehrmals in Den Haag auf, bis sie in kanadische Internierung geriet und in das Internierungslager Hilversum verbracht wurde.

## Nachkriegszeit
Slottke wurde noch im Mai 1945 aus der Internierung entlassen und zog im Juni 1945 zu ihrer Schwester nach Waiblingen. Im Rahmen eines im Januar 1948 eingestellten Spruchkammerverfahrens wurde Slottke als Mitläuferin entnazifiziert. Slottke arbeitete bereits 1945 wieder aushilfsweise als Sekretärin und übernahm noch im selben Jahr die Geschäftsführung beim Bund der Vertriebenen. Ab 1949 war sie beim Raiffeisenverband angestellt und ab 1953 beim Südwestdeutschen Pflanzenzüchterverband der Landwirtschaftlichen Hochschule Stuttgart-Hohenheim. Slottke ging 1965 in den vorzeitigen Ruhestand, war aber weiterhin bei ihrer letzten Arbeitsstelle als geringfügig Beschäftigte tätig. In der Nachkriegszeit engagierte sie sich in Vertriebenenorganisationen: So übernahm sie die Landesleitung des Danziger Frauenwerks in Baden-Württemberg, gehörte dem baden-württembergischen Landesvorstand des Bundes der Danziger an und war Landesreferentin für Frauenarbeit im Verband der Landsmannschaften, einer Vorgängerorganisation des Bundes der Vertriebenen.

## Prozess und Verurteilung
Ab 1959 wurde zum Tatkomplex Deportationen von Juden aus den Niederlanden ermittelt. Zunächst wurde Zoepf ausfindig gemacht, dann Slottke und schließlich auch Harster in die Ermittlungen einbezogen.
Zwischen dem 23. Januar und 24. Februar 1967 fand vor dem Schwurgericht beim Landgericht München II die Hauptverhandlung gegen Wilhelm Harster und andere statt. Die Schreibtischtäter Harster, Zoepf und Slottke wurden der Beihilfe zum gemeinschaftlichen Mord beschuldigt, Harster in 82.856, Zoepf in 55.382 und Slottke in 54.982 Fällen. Die Anklage wurde durch den Oberstaatsanwalt Benedikt Huber vertreten. Robert Kempner vertrat als Nebenkläger die Familien der im KZ Bergen-Belsen an Fleckfieber oder an Typhus gestorbenen Anne Frank und der im KZ Auschwitz-Birkenau ermordeten Edith Stein. Harster und Zoepf wurden durch Eugen Leer und Slottke von Rudolf Aschenauer verteidigt.

„Die Hauptlast der im Judenreferat des Befehlshabers der Sicherheitspolizei und des SD in Den Haag angefallenen umfangreichen Arbeiten erledigte die Angeschuldigte als die einzige auf diesem Teilgebiet des Entjudungsprogramms von Anfang an und von Grund auf eingearbeitete Kraft der Sicherheitspolizei in den Niederlanden. Die Angeschuldigte richtete ihr ganzes Interesse auf den Dienst und bemühte sich stets, für die Entjudung ein Übermaß zu leisten. Teilweise wendete sie gegen die Verfolgten strengere als die vom Reichssicherheitshauptamt gesetzten Maßstäbe an.“

Von den Angeklagten zeigte sich Harster geständig und Zoepf teilweise, nur Slottke leugnete ihre Mitverantwortung für die Vernichtung der Juden in den Niederlanden. Slottke bestritt, Antisemitin zu sein, und rechtfertigte sich folgendermaßen vor Gericht: „Ich habe nur nach Diktat gearbeitet. Ich befolgte nur die Anordnungen, die aus Berlin kamen.“ Sie habe sich „Gedanken über die Transporte nach Auschwitz“ gemacht, aber „eine Tötung der Juden konnte ich mir gar nicht vorstellen, ich habe geglaubt, es gibt auch im Osten für die deportierten Juden Reservate für den Lebensabend“. Des Weiteren rechtfertigte sie sich: „Ich bin nicht untergetaucht und habe keinen fremden Namen angenommen“.
Am 24. Februar 1967 wurden Harster zu fünfzehn, Zoepf zu neun und Slottke zu fünf Jahren Zuchthaus verurteilt. Dem Urteil zufolge hatten ideologische und antisemitische Motive nur eine geringe Bedeutung für Slottkes Handeln, das von einem auf eine „reibungslose Durchführung“ der Deportationen ausgerichteten „Diensteifer“ geprägt gewesen sei. Der Prozess wurde von der niederländischen Öffentlichkeit aufmerksam verfolgt, Sonderberichterstatter berichteten in den niederländischen Medien ausführlich über den Prozess. Dem Prozessbeobachter Heiner Lichtenstein zufolge äußerte Slottke im Verfahren kein Wort der Reue oder Scham. Slottke selbst bezeichnete ihre Verurteilung als „Justizirrtum“.
Ab Juli 1968 verbüßte Slottke ihre Haftstrafe in der Frauenhaftanstalt Gotteszell in Schwäbisch Gmünd. Diverse Gesuche auf vorzeitige Haftentlassung Slottkes wurden abschlägig entschieden. Krankheitsbedingt befand sich Slottke jedoch seit Herbst 1970 in einem Stuttgarter Krankenhaus, ihre Reststrafe wurde aus diesem Grund im Mai 1971 durch das Bayrische Justizministerium zur Bewährung ausgesetzt. Am 17. Dezember 1971 starb Slottke in einem Krankenhaus in Stuttgart auf Grund einer neurologischen Erkrankung.